# إليز هوفمان
إليز هوفمان (بالألمانية: Elise Hofmann)‏ هي إحاثية وعالمة نبات نمساوية، ولدت في 5 فبراير 1889 في فيينا في النمسا، وتوفي بنفس المكان في 14 مارس 1955.